# Fukuiraptor
Fukuiraptor ist eine Gattung theropoder Dinosaurier. Beschrieben wurde der in Japan gefundene Fleischfresser im Jahr 2000 von Azuma und Currie. Fukuiraptor kitadaniensis ist die einzige bekannte Art. Ein vollständiges Skelett befindet sich im Dinosaurier-Museum der Präfektur Fukui, Japan.

## Merkmale
Fukuiraptor wurde etwa 4,2 Meter lang bei einem Gewicht von geschätzten 175 Kilogramm. Auffällig sind die großen, gebogenen Krallen an den Händen. Dieses und weitere Eigenschaften lassen darauf schließen, dass Fukuiraptor ein aktiver Jäger gewesen sein muss. Wie alle Theropoden bewegte er sich zweibeinig (biped) fort.

## Entdeckung und Namensgebung
Die Fossilien von Fukuiraptor wurden in etwa 113 bis 100 Millionen Jahre altem Gestein in der Kitadani Formation in Japan entdeckt. Teile des Schädels, der Wirbelsäule sowie den vorderen und hinteren Extremitäten konnten geborgen werden. Die Benennung des Dinosauriers bezieht sich auf den Fundort. So wäre der lateinische Name auf Deutsch mit „Räuber aus Fukui“ zu übersetzen.

## Systematik
Ursprünglich wurde Fukuiraptor von  Azuma und Currie im Jahr 2000 der Carnosauria zugeordnet. 2008 teilte Dong Fukuiraptor der Familie Dromaeosauridae zu. Benson et al. jedoch ordneten ihn im Jahr 2010 der Megaraptora zu.